# Princess Principal
Princess Principal (プリンセス・プリンシパル?) es una serie de anime producida por Studio 3Hz y Actas. La serie es dirigida por Masaki Tachibana, con guions de Ichirō Ōkouchi. Cuenta con diseños de personaje realizados por Kouhaku Kuroboshi y Yukie Akiya. La serie empezó a emitirse en julio de 2017. Un juego spin-off titulado Princess Principal Game of Mission fue publicado el 10 de agosto de 2017.

## Argumento
La serie gira en torno a cinco jóvenes en Londres del siglo XIX, en una ciudad del reino Albion que se divide en este y oeste por un muro gigante. Las chicas trabajan como espías encubiertas matriculadas como estudiantes en la prestigiosa escuela Reina Mayfair. Allí utilizan sus habilidades individuales para mantenerse activas en un oscuro mundo de disfraces, espionajes, infiltraciones y persecuciones en coche.

## Personajes

### Principales
Ange (アンジェ?)
 Seiyū: Ayaka Imamura
La protagonista principal es una espía de 17 años con habilidades artísticas. Ella es muy hábil para decir mentiras y saber cuando lo que está oyendo es una mentira. También posee un dispositivo especial que le permite volar por cortos períodos. Se presenta como Ange le Carré en la escuela Mayfair de Queen. Se revela que su nombre es Charlotte la verdadera princesa
Princess (プリンセス?)
 Seiyū: Akira Sekine
La sobrina del duque de Normandía y una princesa, cuarta en la línea de sucesión para el trono del Reino de Albion. Se hace llamar Charlotte y es una chica de 17 años de edad con una personalidad rara, pero se lleva bien con los demás. Ella es la verdadera Ange cambió de lugar con Charlotte "por un día" pero una explosión en el Palacio Real evitó que regresaran a sus roles originales. Ella cede un edificio dentro de la escuela para la organización de espías.
Dorothy (ドロシー?)
 Seiyū: Yō Taichi
Ella es una estudiante encubierta de 20 años de edad con una personalidad juguetona y actúa como líder de los espías. Ella usa su encanto femenino en misiones, es buena usando armas y conduciendo vehículos. Su verdadero nombre es Daisy MacBean. "Dorothy" es el nombre de la madre.
Beatrice (ベアトリス?)
 Seiyū: Akari Kageyama
Una noble de 15 años que sirve de ayudante de la Princesa y es su amiga íntima. Ella puede imitar las voces de otras personas mediante un mecanismo que su padre implantó en su garganta. Su padre la ha tratado como un sujeto de prueba para sus experimentos.
Chise Todo (ちせ?)
 Seiyū: Nozomi Furuki
Un estudiante de intercambio de 16 años de Japón. Ella es muy competente en la esgrima estilo Samurái y es considerada la más fuerte de las espías. Actúa a menudo de manera ingenua y tiene dificultades para adaptarse a las diferencias culturales. Ella es una espía de Japón encargada de la observación de la Commonwealth y el reino para que sus superiores puedan determinar con qué país aliarse.

### Secundarios
L (エル?)
 Seiyū: Takayuki Sugo
El líder del Control, el anillo de espionaje de la Commonwealth que se ha infiltrado en el territorio del Reino. Él es un hombre de pocas palabras, y está siempre tranquilo mientras le da órdenes al grupo de Angie.
7 (セブン?)
 Seiyū: Miyuki Sawashiro
Analista e intérprete de información y datos. Es capaz de lidiar con eventos inesperados sin dejar que sus sentimientos personales se interpongan en el camino.
Dollyshop (ドリーショップ?)
 Seiyū: Honda Hiroyuki
Encargado del personal técnico, tiene a su cargo el desarrollo de las armas para espionaje de la república.
The Colonel (大佐 Taisa?)
 Seiyū: Honda Hiroyuki
El Coronel, un militar enviado a supervisar el control. Piensa muy bien en el poder directo de los militares y mira hacia abajo los métodos subversivos de un espía.
Duke Normandía (ノルマンディー公 Normandía Kō?)
 Seiyū: Takaya Hashi
Duque designado como el ministro del interior. Él tiene poder dentro de los círculos de aplicación de la ley, y es una de las pocas personas que pueden ofrecer su opinión honesta sobre los asuntos a la reina.
Gazelle (ガゼル?)
 Seiyū: Yuko Iida
La secretaria del duque de Normandía. Su belleza desmiente su despiadada devoción a su deber, que lleva a cabo por iniciativa propia.

## Media

### Anime
Se ha anunciado una serie de televisión anime original producida por Studio 3Hz y Actas. La serie es dirigida por Masaki Tachibana, con guiones de Ichirō Ōkouchi. La serie presentó diseños de personaje por Kouhaku Kuroboshi y Yukie Akiya. Se emitió el 9 de julio de 2017. El tema de la abertura es interpretado por Void_Chords and MARU, mientras que el tema final es interpretado por Ayaka Imamura, Akira Sekine, Yō Taichi, Akari Kageyama, y Nozomi Furuki. Sentai Filmworks ha licenciado el anime y lo esta transmitiento Amazon Prime video en EE.UU y HIDIVE en América latina con subtítulos al español.

#### Lista de episodios
| No. | Título                                                     | Fecha de emisión.        |
| --- | ---------------------------------------------------------- | ------------------------ |
| 1   | «Wired Liar» «Case 13 Wired Liar»                          | 9 de julio de 2017       |
| 2   | «Dancy Conspiracy» «Case 1 Dancy Conspiracy»               | 16 de julio de 2017      |
| 3   | «Vice Voice» «Case 2 Vice Voice»                           | 23 de julio de 2017      |
| 4   | «Roaming Pigeons» «Case 9 Roaming Pigeons»                 | 30 de julio de 2017      |
| 5   | «Bullet & Blade's Ballad» «Case 7 Bullet & Blade's Ballad» | 6 de agosto de 2017      |
| 6   | «Rouge Morgue» «Case 18 Rouge Morgue»                      | 13 de agosto de 2017     |
| 7   | «Loudly Laundry» «Case 16 Loudly Laundry»                  | 20 de agosto de 2017     |
| 8   | «Ripper Dipper» «Case 20 Ripper Dipper»                    | 27 de agosto de 2017     |
| 9   | «Pell-mell Duel» «Case 11 Pell-mell Duel»                  | 3 de septiembre de 2017  |
| 10  | «Comfort Comrade» «Case 22 Comfort Comrade»                | 10 de septiembre de 2017 |
| 11  | «Humble Double» «Case 23 Humble Double»                    | 17 de septiembre de 2017 |
| 12  | «Fall of the Wall» «Case 24 Fall of the Wall»              | 24 de septiembre de 2017 |